# Vitalis Chikoko
Vitalis Chikoko (* 11. Februar 1991 in Harare) ist ein simbabwischer Basketballspieler.

## Laufbahn
Chikoko, Sohn einer Krankenschwester und eines Regierungsbeamten, wuchs in Harare auf. Sein Vater spielte Fußball und seine Schwester war Leichtathletin, während Chikoko, der in seiner Heimat den Spitznamen „Alefu“ (deutsch: Der Große) erhielt, zunächst Fußball, Kricket und Tennis betrieb, ehe er sich dem Basketballsport zuwendete.
Bereits als Schüler schaffte er den Sprung ins Aufgebot des einheimischen Erstligisten Dzivarasekwa Raiders. Er spielte zwei Jahre für die Raiders, in der Saison 2010/11 lief er für Mbare Heat auf und gewann mit der Mannschaft den simbabwischen Meistertitel.
Chikoko wagte 2011 den Sprung nach Deutschland: Er spielte für die BG Göttingen in der Basketball-Bundesliga sowie mit einer „Doppellizenz“ für den ASC 1846 Göttingen in der Regionalliga. Mit der BG stieg er aus der Bundesliga ab, Chikoko wechselte daraufhin zum TBB Trier. Bei den Moselanern setzte er seine Entwicklung in der Bundesliga fort, in der Sommerpause 2013 nahm er im Hemd der Houston Rockets an der NBA-Sommerliga teil. Er verließ Trier im Frühjahr 2015, um die Saison 2014/15 beim italienischen Erstligisten Pallacanestro Reggiana zu beenden.
In der ersten Saisonhälfte 2015/16 stand er beim italienischen Zweitligaklub Verona unter Vertrag, im Frühjahr 2016 wurde Chikoko vom FC Bayern München verpflichtet und mit einem Vertrag bis zum Schluss des Spieljahres ausgestattet.
Zur Saison 2016/17 unterschrieb Chikoko beim französischen Erstligisten Pau-Orthez. Zwischen April und Oktober 2017 war er wegen einer Fußverletzung „außer Gefecht“. In der Sommerpause 2019 wechselte er innerhalb der französischen Liga zu Levallois Metropolitans, nachdem er für Pau-Orthez im Verlauf der Saison 2018/19 mit Mittelwerten von 15,3 Punkten und 7,8 Rebounds geglänzt hatte. 2021 schloss er sich wieder Pau-Orthez an.
Im Sommer 2023 wechselte er innerhalb Frankreichs zu Jeanne d’Arc Dijon Bourgogne. Mit der Mannschaft gewann Chikoko im April 2024 den französischen Pokalwettbewerb. Dijons Ligakonkurrent SIG Straßburg nahm ihn im Sommer 2024 unter Vertrag.